# Svinöns gyl
Svinöns gyl är en sjö i Osby kommun i Skåne och ingår i Helge ås huvudavrinningsområde. Svinöns gyl ligger i Vysslemyr Natura 2000-område.